# Telem (2019)
|  | No s'ha de confondre amb Telem. |

Telem (hebreu: תנועה לאומית ממלכתית, Tnuà Leumit Mamlachtit‎), és un partit polític de centredreta d'Israel format per l'ex-ministre de defensa Moixè Yaalon. Telem va ser inscrit en el registre de partits polítics el dia 2 de gener de 2019, i es va presentar a les eleccions parlamentàries d'Israel celebrades a l'abril de 2019, com a part de la coalició electoral Blau i Blanc.

## Història del partit
Arran dels conflictes amb el primer ministre d'Israel Binyamín Netanyahu sobre l'incident d'un tiroteig que va tenir lloc a Hebron, i la unió del partit Israel Beiteinu que es va sumar a la coalició electoral de Netanyahu, Moshé Yalón deixar el seu càrrec de ministre de defensa al maig de 2016.
El 12 de març de 2017, Yalón va renunciar oficialment a ser un membre del Likkud i va anunciar que formaria un nou partit per desafiar el govern de Netanyahu en les eleccions legislatives d'Israel d'abril de 2019. El partit va ser nomenat en memòria de l'ex-ministre de Defensa Moshé Dayan i del seu partit, anomenat Telem. Yalón va dir: "He estat un soldat d'Israel durant dècades i continuaré servint al poble en el meu nou partit".
Abans de les eleccions, Telem es va unir en coalició amb els partits polítics Resiliència per a Israel i Yeix Atid. Yalón va ocupar el tercer lloc en la nova llista unida, coneguda com a Blau i Blanc. Dels 35 escons que va aconseguir la coalició, cinc eren del partit Telem.
Durant una visita a l'assentament de Leshem, ubicat a l'Àrea de Judea i Samaria, a la Cisjordània ocupada, el líder del partit, Moshé Yalón, va dir: "Tenim dret a construir assentaments a la Terra d'Israel". Zvi Hauser, un membre del partit, havia estat el cap de la coalició israeliana per al Golan, una organització de colons que treballa per augmentar el nombre d'assentaments jueus en els Alts del Golan.
Després de tres eleccions consecutives, finalment, després de les de 2020, Gantz pactà un govern d'unitat amb Netanyahu en el qual cadascú exerciria de primer ministre durant un any i mig. Això provocà el trencament de la coalició Blau i Blanc atès que Yeix Atid i tres dels cinc membres del Telem no donaren suport al pacte. Els 13 parlamentaris de Yeix Atid i 3 del Telem formarien el grup parlamentari Yeix Atid-Telem que romandria a l'oposició. Els dos restants parlamentaris del Telem formaren el nou partit Derech Eretz, que es coordinaria amb Blau i Blanc i s'uniria a la coalició de govern.
De cara a les eleccions legislatives d'Israel de 2021 el partit anuncià que es presentaria en solitari. Finalment, davant de les males perspectives que auguraven les enquestes, el primer de febrer anunciaren que no es presentarien.

## Programa electoral del partit
Els objectius del partit segons el que estableix el seu document fundacional són:
- Enfortir l'Estat de Israel i al seu poble, com un estat jueu, democràtic, segur, pròsper i moral.

- Fomentar una educació jueva sionista, i potenciar els seus valors.

- Triar un líder honest compromès amb el benestar de l'Estat d'Israel i amb els seus ciutadans, independentment de la seva religió, raça, sexe, gènere, i orientació sexual.

- Assegurar la sobirania i la seguretat nacional de l'Estat d'Israel i la seguretat de tots els seus ciutadans.

- Lluitar per assolir un veritable acord de pau entre l'Estat d'Israel i la Autoritat Nacional Palestina.

- Donar suport al desenvolupament d'una economia de mercat.

- Millorar el desenvolupament de la infraestructura de l'estat i els seus serveis socials.

- Treballar pel benestar dels ciutadans del país, reduir la burocràcia i les regulacions, i millorar el benestar dels ciutadans de Israel en totes les àrees de la vida: sanitat, educació, habitatge, transport, infraestructures nacionals, assentaments, agricultura, benestar social, seguretat nacional, i indústria.

- Determinar quines són les prioritats nacionals en la planificació i el finançament, maximitzar la utilització dels recursos nacionals i treballar per complir amb els objectius establerts.

- Cultivar la cultura i el esport d'una manera igualitària i representativa, donant prioritat a l'assignació dels recursos i les inversions, a les poblacions més desfavorides, a les persones amb diferents capacitats, a les persones grans, i als joves.

- Augmentar el nombre d'assentaments israelians als territoris ocupats per Israel.

## Líders
|  | Líder | Líder         | Inici | Final        |
|  | ----- | ------------- | ----- | ------------ |
|  |       | Moshe Ya'alon | 2019  | En el càrrec |

## Resultats electorals
| Any        | Líder         | Vots                          | %                             | Escons           | +/–              | Estatus          |
| ---------- | ------------- | ----------------------------- | ----------------------------- | ---------------- | ---------------- | ---------------- |
| Abril 2019 | Moshe Ya'alon | Dins la coalició Blau i Blanc | Dins la coalició Blau i Blanc | 5 / 120          | -                | Anticipades      |
| Set. 2019  | Moshe Ya'alon | Dins la coalició Blau i Blanc | Dins la coalició Blau i Blanc | 5 / 120          | =                | Anticipades      |
| 2020       | Moshe Ya'alon | Dins la coalició Blau i Blanc | Dins la coalició Blau i Blanc | 5 / 120          | =                | Oposició         |
| 2021       | Moshe Ya'alon | No hi participen              | No hi participen              | No hi participen | No hi participen | No hi participen |
| 2022       | Moshe Ya'alon | No hi participen              | No hi participen              | No hi participen | No hi participen | No hi participen |